# Колібрі-ангел синьоголовий
Колі́брі-а́нгел синьоголовий (Heliomaster longirostris) — вид серпокрильцеподібних птахів родини колібрієвих (Trochilidae). Мешкає в Мексиці, Центральній і Південній Америці.

## Опис

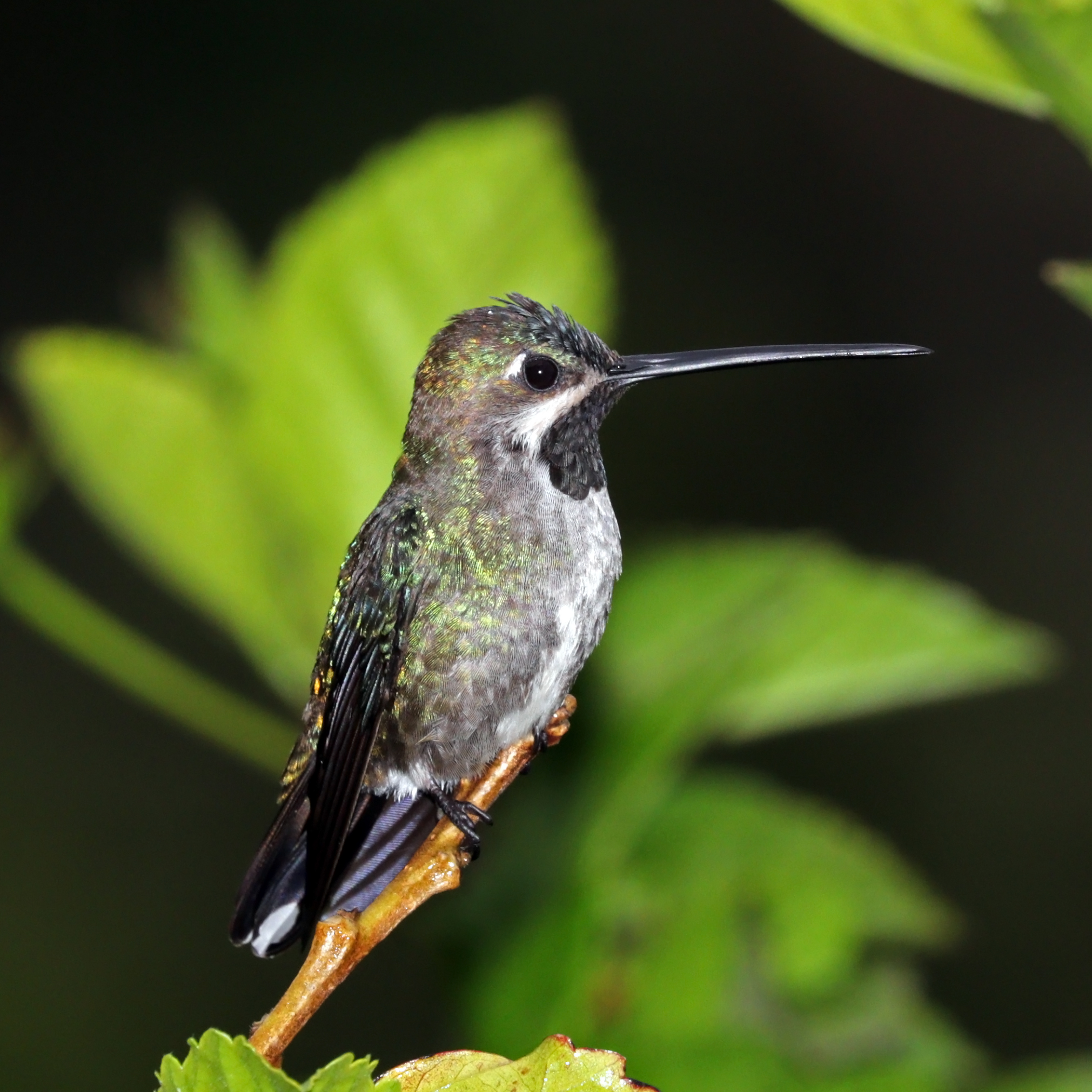
Синьоголовий колібрі-ангел (Панама)

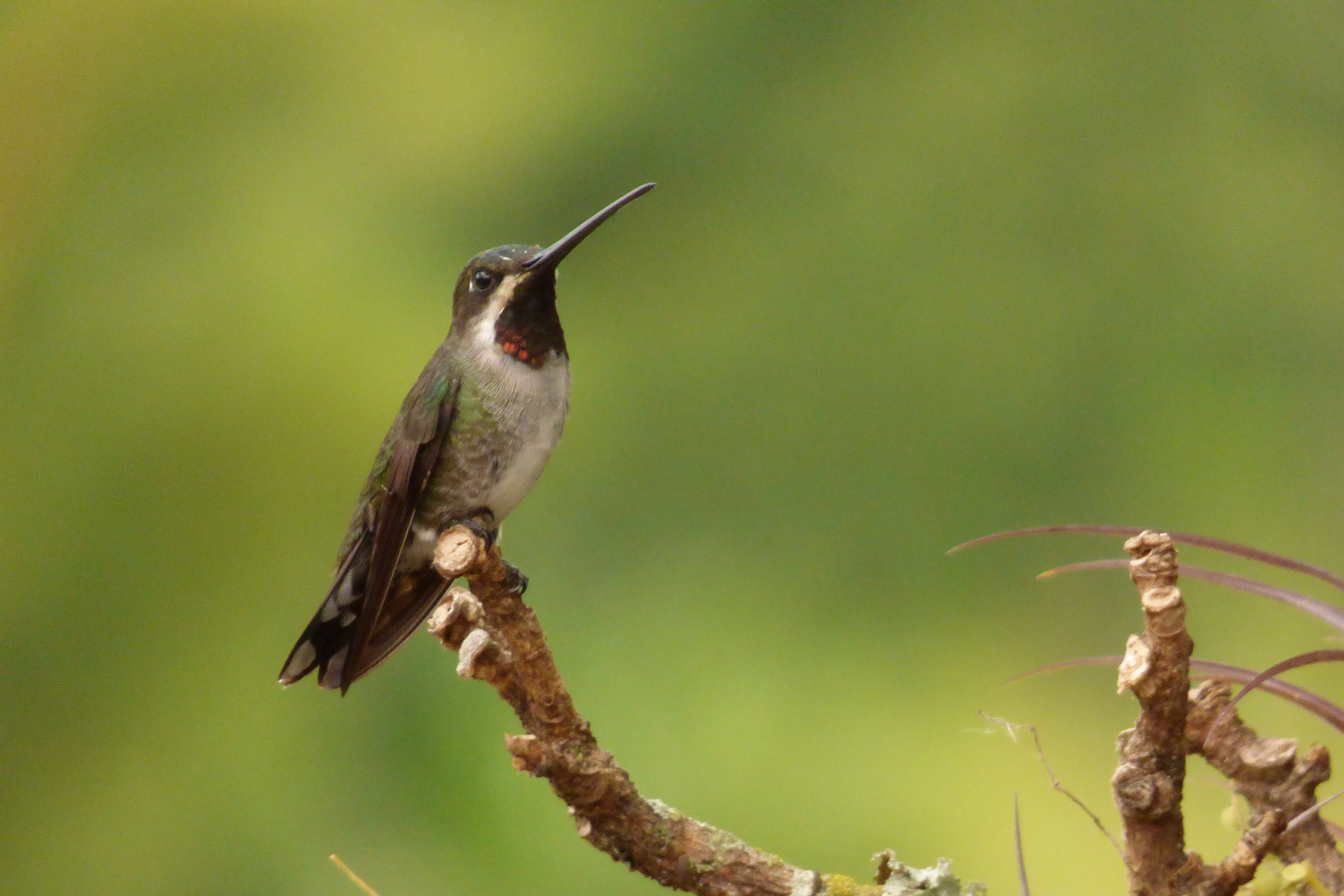
Синьоголовий колібрі-ангел (Колумбія)

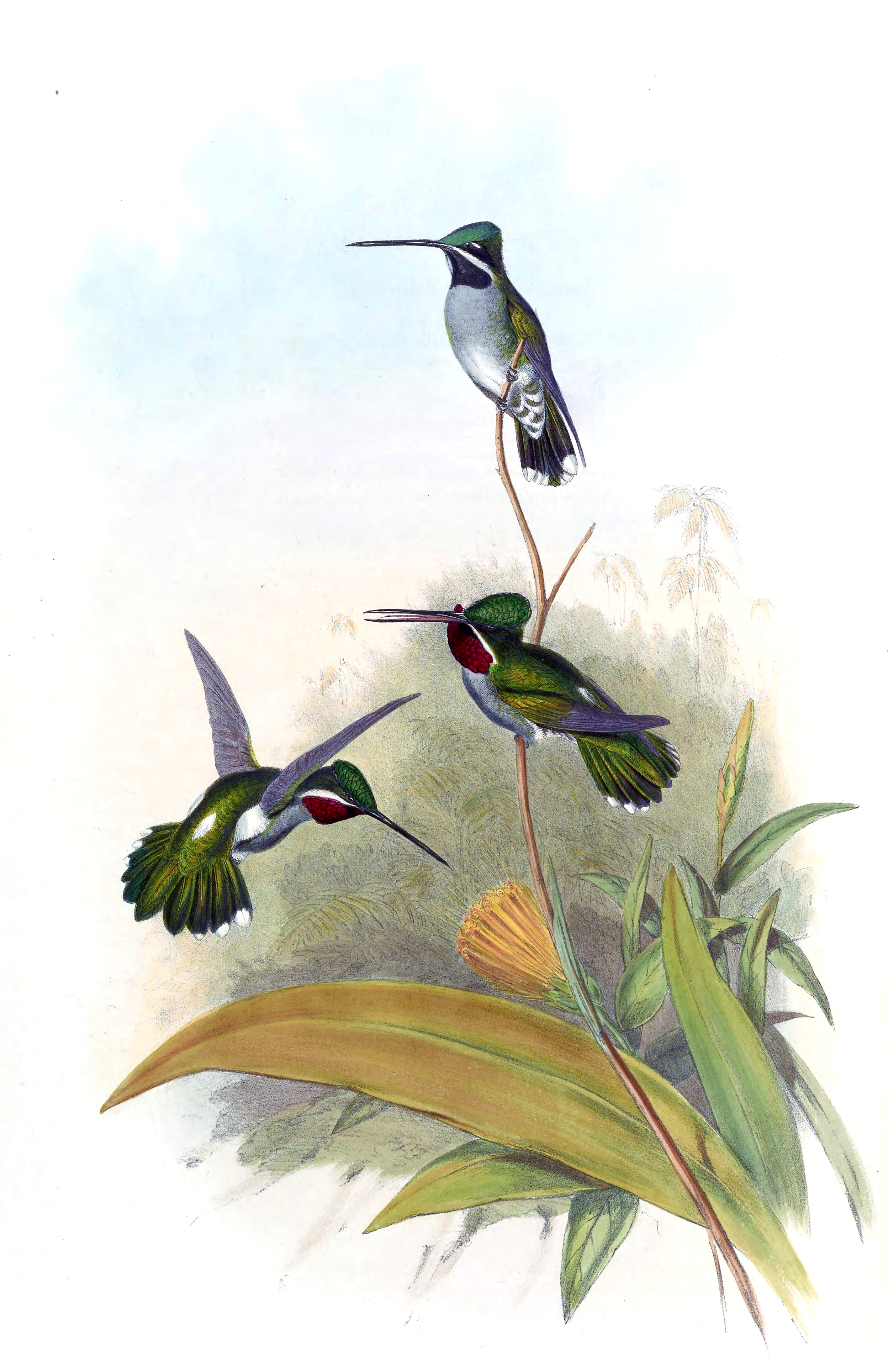
Синьоголовий колібрі-ангели

Довжина птаха становить 11-12 см, самці важать 5,5-7,1 г, самиці 6,5 г. У самців тім'я синю або синьо-зелене, блискуче, решта верхньої частини тіла темно-бронзово-зелена, на надхвісті біла смуга. Хвіст короткий, квадратної форми, чорний, крайні 2-3 стернових пера мають білі кінчики. Обличчя чорне, за очима невеликі білі плямки. На щоках широкі білі смуги. Підборіддя чорне, на горлі темно-фіолетовий "комір" з металевим відблиском, груди сірі, з боків бронзово-зелені, нижня частина грудей і живіт тьмяно-білуваті. На боках пучки білого пір'я, помітні в польоті. Нижні покривні пера хвоста сірі з білими краями. Дзьоб довгий, прямий, чорний.
Самиці мають подібне забарвлення, однак райдужні плями на голові і горла у них менші, а нижня частина тіла темно-сіра. У молодих птахів на горлі є чорнувата пляма. іноді з фіолетовим відтінком, пляма на тімені відсутня. Пера на голові, спині, боках і горлі мають широкі рудувато-коричневі краї. У представників підвиду H. l. pallidiceps тім'я більш синьо-зелене, ніж у представників номінативного підвиду, а груди з боків золотисто-бронзові. У представників підвиду H. l. albicrissa нижні покривні пера хвоста білі.

## Підвиди
Виділяють три підвиди:
- H. l. pallidiceps Gould, 1861 — від південної Мексики до Нікарагуа;
- H. l. longirostris (Audebert & Vieillot, 1801) — від Коста-Рики до Болівії і Бразилії, острів Тринідад;
- H. l. albicrissa Gould, 1871 — захід Еквадору і північний захід Перу.

## Поширення і екологія
Синьоголові колібрі-ангели мешкають в Мексиці, Гватемалі, Белізі, Сальвадорі, Гондурасі, Нікарагуа, Коста-Риці, Панамі, Колумбії, Еквадорі, Перу, Болівії, Бразилії, Венесуелі, Гаяні, Суринамі, Французькій Гвіані та на Тринідаді і Тобаго. Вони живуть у напіввідкритих місцевостях — на узліссях вологих і сухих тропічних лісів, в рідколіссях, галерейних лісах, в ізольованих гаях на луках та у вторинних заростях. Уникають густих тропічних лісів. Зустрічаються на висоті до 1500 м над рівнем моря.
Синьоголові колібрі-ангели живляться нектаром великих квітучих дерев, квіти яких мають довгі, вузькі віночки, зокрема з роду Erythrina, а також нектаром ліан, чагарників, геліконій і бананів. Вони шукають нектар, рухаючись за певним маршрутом, або захищають кормові території. Доповнюють свій раціон дрібними комахами, яких ловлять в польоті або збирають з рослинності.
Сезон розмноження припадає на завершення сезону дощів і на початок сухого сезону, на півдні Мексики і в Центральній Америці він триває з жовтня по березень, на півночі Колумбії у вересні-жовтні. Гніздо неглибоке, чашоподібне, робиться з моху, іншого рослинного матеріалу і павутиння, прикрашається сірим лишайником, розміщується в підліску або на горизонтальних гілках мертвого дерева, на висоті від 4,8 до 12 м над землею. В кладці 2 білих яйця, інкубаційний період триває 18-19 днів, пташенята покидають гніздо через 25-26 днів після вилуплення.